# Лупач, Мартин
Мартин Лупач (чеш. Martin Lupáč, Martin z Chrudimě); ? — 1468) — чешский богослов, переводчик, писатель
-полемист и поэт-песенник. Известен также как дипломат общеевропейского масштаба.

## Жизнь
Родился в конце XIV в. в Уездце, отчего его иногда называют Лупач Уездецкий. Уже студентом пражского Карлова университета принимал участие в движении по поводу Виклефова учения и проповедей Яна Гуса. В университете его учителем был Якоубек из Стршибра. Студентом был горячим утраквистом, придерживаясь взглядов своего учителя. В 1421—1452 действовал как проповедник в Грудиме. В 1452 выступал посредником при разбирательстве между Яном Рокицаном и Табором. Сражался под знаменами Яна Жижки. На Базельском соборе содействовал примирению чехов с католической церковью. В качестве викария пражского архиепископа защищал постановления собора против папских притязаний. Умер 20 апреля 1468. В городе Грудим его именем названа одна из улиц.

## Творчество
Лупач считался одним из самых энергичных и остроумных таборитских богословов. Он написал несколько не напечатанных до сих пор сочинений догматических и полемических («List jim? vyzn?v? viru svou o svatosti olt ??ni» и др.), пересмотрел и исправил вместе с некоторыми другими гуситскими богословами перевод Нового Завета и сложил несколько духовных песен, которые были приняты в канционал «братьев».

## Работы
- Contra papam — proti papez(i
- Contra sex adversarios
- Epistola ad Nicolaum Cusanum
- Super responso Pii pape (1462)